# Aero A-200

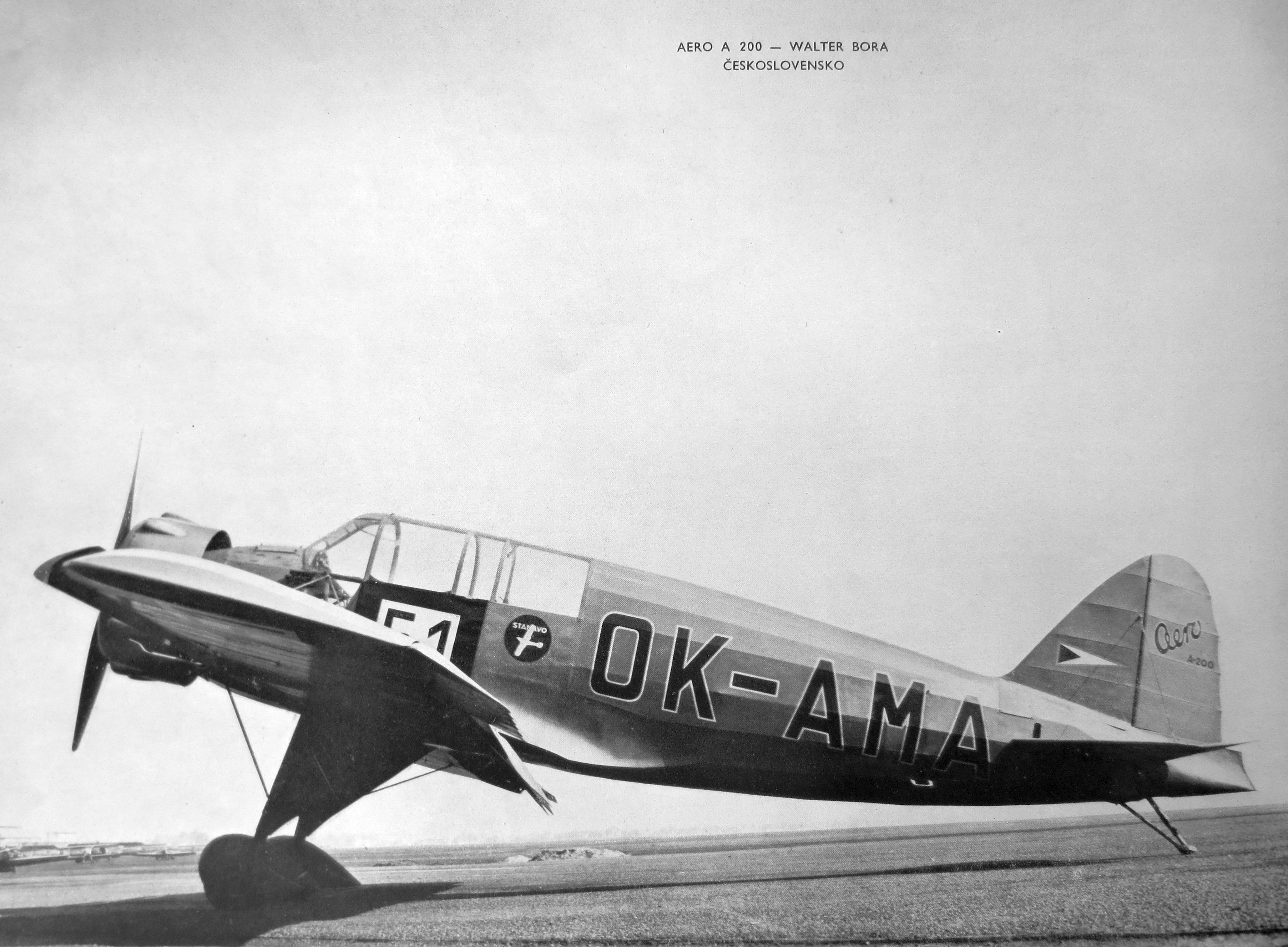
Walter Bora a Aero A 200

Aero A-200 byl československý sportovně-turistický letoun z poloviny 30. let 20. století, který si objednalo Ministerstvo veřejných prací (MVP). Byl navržen a postaven speciálně k účasti na evropské mezinárodní sportovní soutěži Challenge de Tourisme International 1934, která se konala v Polsku ve Varšavě. Letoun byl vyroben továrnou Aero, továrna letadel, dr. Kabeš, Praha-Vysočany. Hlavním konstruktérem letounu byl ing. Antonín Husník.

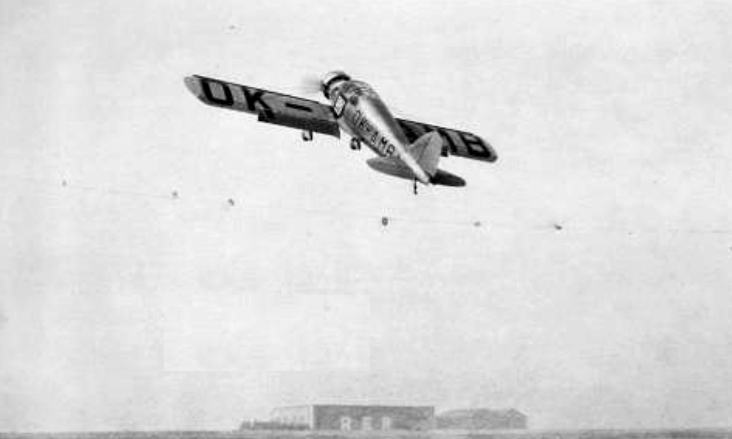
Walter Bora a Aero A 200 přelétává 8 m stěnu na Challenge (1934)

## Vznik a vývoj
Soutěž Challenge de Tourisme International v roce 1932 vyhrál polský letoun RWD-6, vzpěrový hornoplošník. Konstruktéři z vysočanské továrny Aero původně chtěli tuto konstrukci napodobit a na rýsovacích prknech vznikal návrh na čtyřmístný vzpěrový hornoplošník. Přesto konstrukce vedená Antonínem Husníkem zvolila jiné řešení. Propozice soutěže byly před ročníkem 1934 změněny v tom smyslu, že bylo potřebné, aby letoun uměl nejenom rychle létat, ale byly sledovány i startovací a přistávací schopnosti, tedy krátký vzlet a přistání (STOL). Tyto parametry byly při soutěži sledovány a měřeny při překonávání 8 m překážky, kterou představovala lanka s praporky natažené mezi stojany. Mimo to se hodnotily i další parametry letounu, jako dílenské zpracování, vybavení kabiny atp. I z těchto důvodů byl navržen dolnoplošník s obdélníkovými křídly sklopnými podél trupu vzad.
Ministerstvo veřejných prací (MVP) pověřilo továrnu Aero pro účast v kategorii turistických čtyřsedadlových letounů konstrukcí a stavbou dvou speciálních, soutěžních strojů.

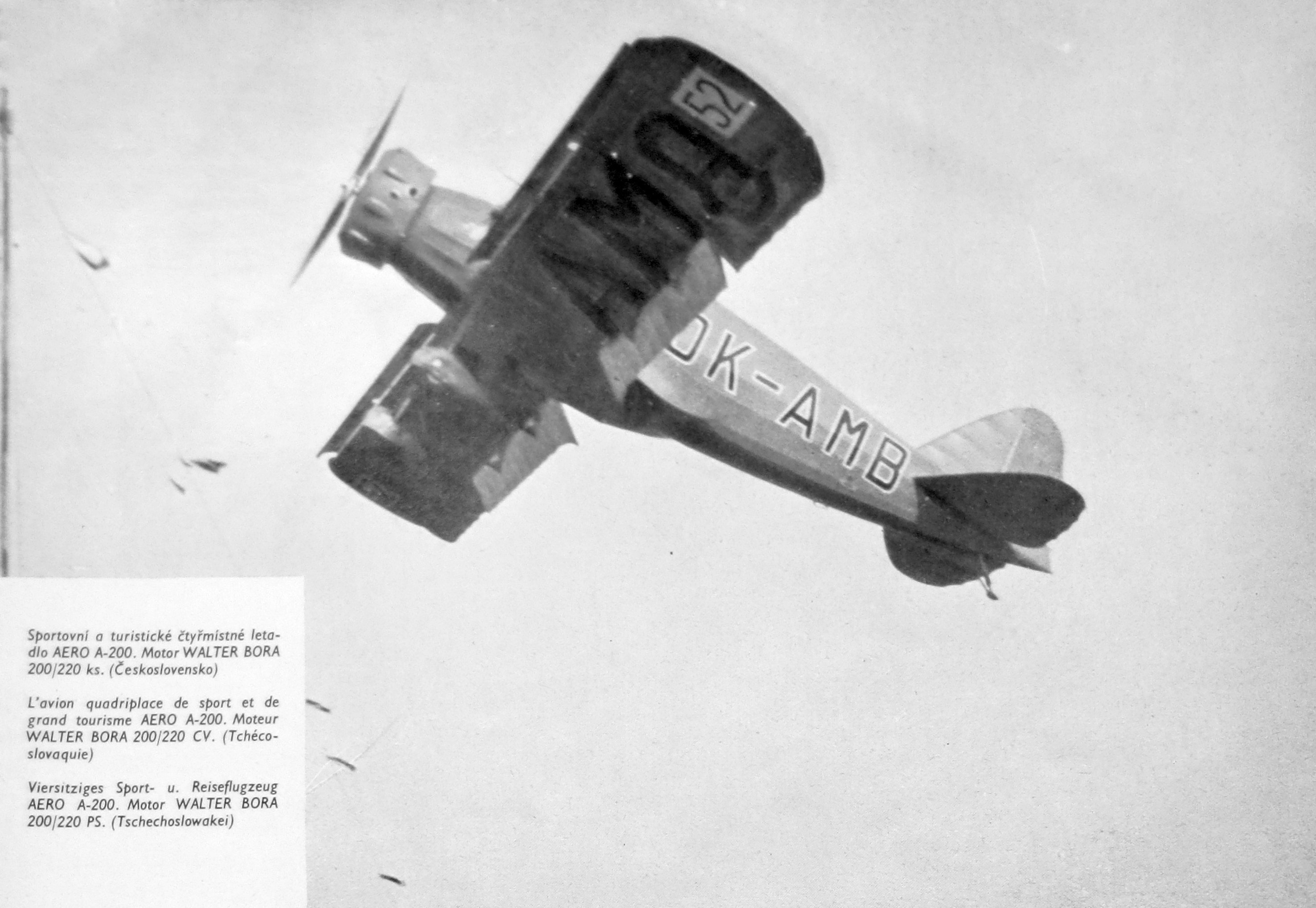
Walter Bora a Aero A 200 přelétává 8 m stěnu na Challenge 1934

Byl to první letoun vyrobený továrně Aero s uspořádáním nosných ploch jako dolnoplošník. Stavbu letounů financovalo MVP, ale prostředky na stavbu letounu předávalo opožděně, proto byl termín dokončení ohrožen. V posledních týdnech před startem soutěže měla továrna Aero na pilno, ale oba závodní stroje byly k soutěži dohotoveny včas. Dostaly hráškově zelenou barvu a nesly imatrikulační značky OK-AMA (st. č. 51) a OK-AMB (st. č. 52).

## Popis letounu
Přestože byl stroj A-200 deklarován jako turistický (vzhledem k propozicím soutěže Challenge) jednalo se vlastně o soutěžní speciál. Letoun A-200 byl smíšené konstrukce. Obdélníková křídla měla dřevěnou kostru a plátěný potah. Vzad sklopná křídla již byla opatřena sloty na náběžných hranách a vztlakovými klapkami na odtokové hraně. Křídlo bylo vyztuženo profilovými dráty ke trupu a k podvozku. Eliptický trup, který těsně před motorem přecházel na kruhový průřez. Měl příhradovou kostru z chrom-molybdenových ocelových trubek, které byly doplněny tvarovanou karosérií z dřevěných latěk, a celek byl potažen obvyklým plátnem. V kryté kabině byly za sebou 2 řady sedadel (2+2). Na předních sedadlech bylo zdvojené řízení. Podvozek záďového typu byl pevný, kapotovaný a dokonale utlumený, s kluznou patkou na ostruze. Motor Walter Bora byl kapotován krytem typu NACA.

## Použití
Challenge roku 1934 pořádal polský aeroklub, protože Poláci, jak již bylo zmíněno, byli vítězem posledního ročníku v roce 1932. Oba letouny A-200 a jejich posádky se v soutěži snažily uspět co nejlépe, ale na celkové vítězství nedosáhly. V soutěži s 34 účastníky opět zvítězil polský letoun, tentokráte zmodernizovaná RWD-6 startující pod označením RWD-9, která byla vybavena stejným motorem Walter Bora jako A-200. Se stejným motorem Walter Bora startující dvě A-200 dosáhly na jiné pocty. Stroj Jána Ambruše získal 4. místo a stroj Vojtěcha Žáčka 14. místo. Oba piloti společně pak získali první místo v týmové Ceně národů. Při technickém vyhodnocení letounů získal tento typ 4. místo. A-200 měl nejlepší startovací schopnosti. A-200 potřeboval jen 74, 5–77,6 m, aby vzlétl a přeletěl přes 8 m vysokou „překážku“, a na přistání za touto překážkou potřeboval jen 118 m.
Ročník Challenge 1934 byl posledním leteckým závodem tohoto druhu a v Evropě se již žádné mezinárodní závody takových rozměrů nekonaly. Bylo to i v důsledku zhoršující se politické situace v Evropě. Závěrečné zhodnocení československé účasti na Mezinárodní soutěži turistických letadel (Challenge International de Tourisme) Aeroklubu RČs. proběhlo na slavnostním zasedání v prosinci 1934. Za bouřlivého potlesku byli vyznamenáni konstruktér úspěšných letadel Aero ing. Antonín Husnik a konstruktér jejich motorů ing. František Barvitius křišťálovými poháry. Stříbrnou plaketou Aeroklubu byli poctěni plk. Topič, vedoucí našeho challengového mužstva a ing. Bervida, zástupce Československa ve sboru sportovních komisařů na Challengi. Poté min. rada ing. Flora jako zástupce Ministerstva veřejných práci vzpomněl všech činitelů, kteří se zasloužili o úspěch v Challengi a odevzdal vzpomínkové dary min. veřejných prací letcům, jich průvodcům, plk. Topičovi a mg. Bervidovi. Generální ředitel továrny Walter, ing. T. Kumpera odevzdal speciální ceny své továrny letcům a prémie jejich mechanikům. Jako čestný dar pak odevzdal zlaté tabatěrky plk. Topičovi a konstruktéru letadel Aero ing. Husníkovi. Předseda aeroklubu, poslanec dr. Juraj Slávik odevzdal čestnou klubovou vlajku štkpt. Jánu Ambrušovi a čestné klubové plakety šéfpilotovi Janu Anderlemu a kpt. Vojtěchu Žáčkovi a jejich mechanikům Kříženeckému, Bínovi a Bartošovi.

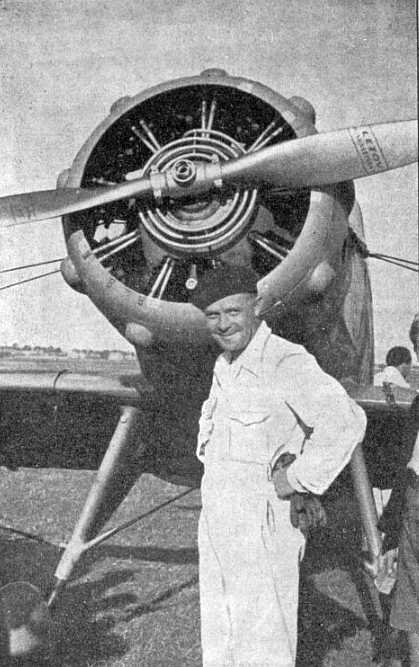
Vojtěch Žáček před letounem A-200 s motorem Bora (Letectví, September 1934)

## Specifikace

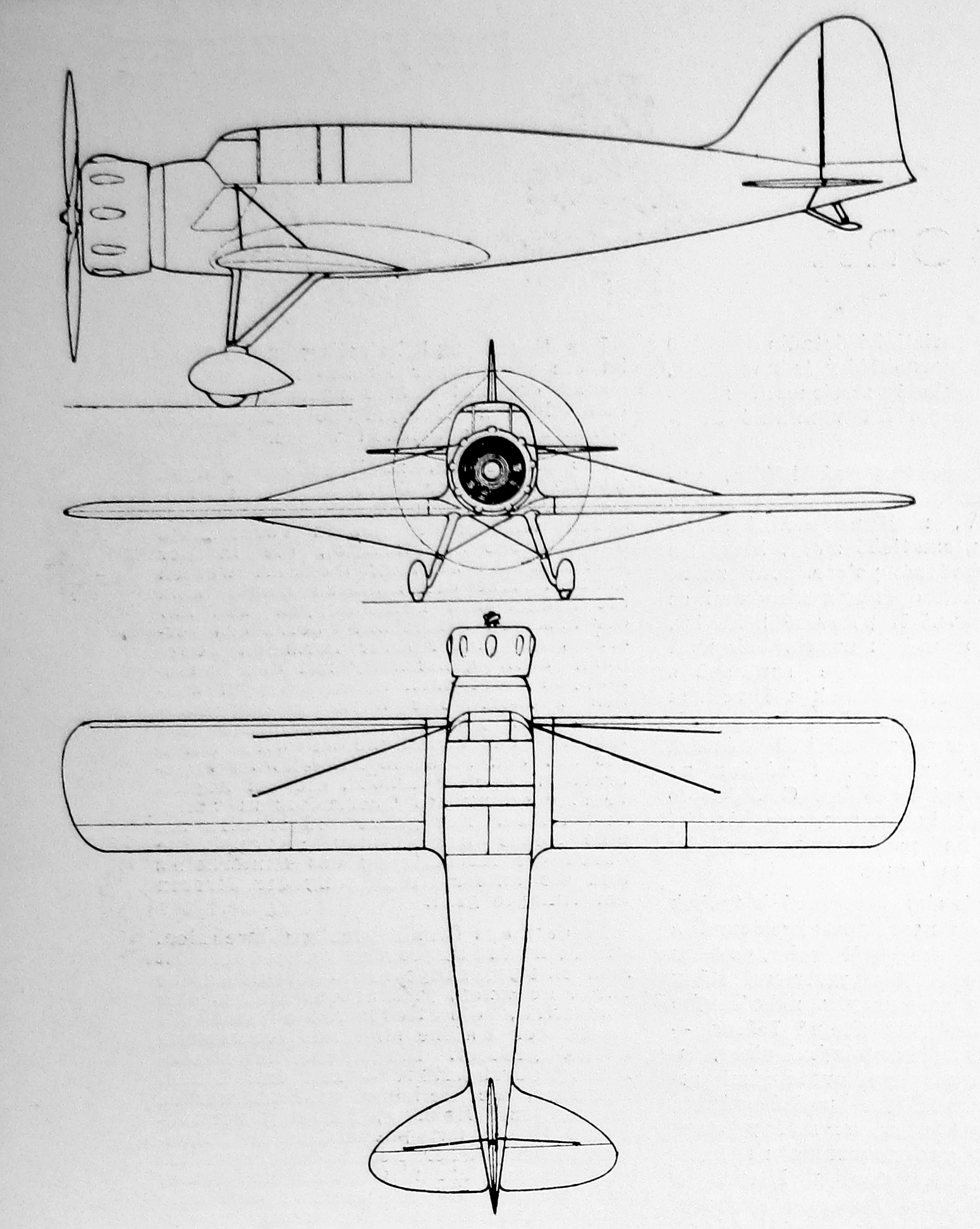
Aero A-200, 3D skica

### Technické údaje
- Typ: turistický sportovní dolnoplošník[1][5]
- Osádka: 2+2
- Rozpětí: 11,1 m
- Délka: 7,8 m
- Šířka se sklopenými křídly: 3,24 m
- Nosná plocha: 16,6 m²
- Plošné zatížení: 55,1 kg/m2
- Hmotnost prázdného letounu: 560 kg
- Pohonná jednotka: vzduchem chlazený devítiválcový hvězdicový motor Walter Bora
  - nominální, jmenovitý výkon: 147 kW / 200 k při 2150 ot/min
  - maximální, vzletový výkon: 162 kW / 220 k při 2300 ot/min
- Vrtule: dvoulistá na zemi stavitelná, elektronová vrtule Letov

### Výkony
- Celková hmotnost za letu: 950 kg
- Maximální rychlost: 255 km/h
- Cestovní rychlost: 220 km/h
- Minimální rychlost: 50 km/h
- Dostup: 4700 m
- Dolet: 560 km